# ناصر زینل‌نیا
ناصر زینل‌نیا (زادهٔ  ۱۵ شهریور ۱۳۴۹) کشتی‌گیر اهل ایران است. او در وزن ۴۸ کیلوگرم سبک‌وزن آزاد مردان در بازی‌های المپیک تابستانی ۱۹۸۸ و مسابقات جهانی کشتی ۱۹۹۰ و ۱۹۹۱ در توکیو و بلغارستان شرکت کرد. وی در مسابقات قهرمانی کشتی آسیا دو مدال طلا و برنز دریافت کرده است.

وی پس از خداحافظی با دنیای قهرمانی به مربیگری پرداخت و شاگردان خوبی را تحویل کشتی خراسان داد  